# Lonchegaster
Lonchegaster är ett släkte av tvåvingar. Lonchegaster ingår i familjen vapenflugor.
Kladogram enligt Catalogue of Life:
| Lonchegaster | \| \| Lonchegaster armata \| \| \| \| \| \| Lonchegaster decumbens \| \| \| \| |
|              | \| \| Lonchegaster armata \| \| \| \| \| \| Lonchegaster decumbens \| \| \| \| |
|              | Lonchegaster armata                                                            |
|              |                                                                                |
|              | Lonchegaster decumbens                                                         |
|              |                                                                                |